# Kärleksjihad
Kärleksjihad är en islamofobisk konspirationsteori som hävdar att muslimska män gifter sig med icke-muslimska kvinnor i syfte att tvinga dem att konvertera till islam. Konspirationsteorin förs fram av hindunationalister som hävdar att muslimska män gifter sig och skaffar barn med hinduiska kvinnor för att göra hinduer till en minoritet i Indien och förvandla Indien till ett muslimskt land. Redan under 1920- och 1930-talet kampanjade hindunationalistiska grupper mot muslimska män som de anklagade för att ha kidnappat hinduiska kvinnor.
Anklagelser om kärleksjihad har lett till att muslimska män i Indien har misshandlats och i vissa fall mördats.
Den antimuslimska 969-rörelsen i Myanmar har använt konspirationsteorin för att hävda att rohingyermän utövar kärleksjihad för att islamisera buddhistiska kvinnor.

## Indien
Giftermål mellan makar som tillhör olika religioner utgör ungefär 2 procent av alla äktenskap i Indien. Indien är enligt lag sekulärt och har religionsfrihet. Indisk lag ger medborgare rätt att gifta sig med personer med annan trosuppfattning utan att behöva byta religion. Hindunationalister på högerkanten som sprider myter om kärleksjihad hävdar att det finns ett globalt islamistiskt nätverk som betalar muslimska män för att förföra hinduiska kvinnor och konvertera dem till islam.
Spridningen av konspirationsteorin har lett till att indiska delstater har infört antikonverteringslagar som innebär att ett äktenskap kan bli ogiltigt och upphävas om det ingicks i syfte att tvångskonvertera den ena av makarna. Under lokalvalet i Uttar Pradesh 2014 spred den hindunationalistiska organisationen Rashtriya Swayamsevak Sangh (RSS) propaganda och fejknyheter om kärleksjihad. Enligt polisen i Uttar Pradesh har de hittat enstaka fall där muslimska män lurat eller tvingat hinduiska kvinnor att konvertera till islam men att det inte finns några bevis för att männen tillhört organiserade grupper. Enligt polisen handlar de flesta anklagelserna om kärleksjihad om interreligiösa par som gifter sig utan familjens godkännande. Uttar Pradesh blev den första indiska delstaten att införa antikonverteringslagar i november 2020 och i december samma år skedde den första arresteringen av en muslimsk man som anklagades för att försökt tvinga en hinduisk kvinna som han hade ett förhållande med att konvertera till islam.
Anklagelser om kärleksjihad har lett till våld mot muslimer. År 2017 spreds en video på indiska sociala medier som visade hur en hinduisk man mördade en muslimsk man i Rajasthan. I videon säger gärningsmannen "Det här är vad som kommer hända dig om du gör 'kärleksjihad' i vårt land."
Indiska feminister har kritiserat antikonverteringslagarna och konspirationsteorier om kärleksjihad. Enligt feminister är lagarna ett försök att kontrollera hinduiska kvinnor och ignorerar att kvinnor frivilligt kan välja att gifta sig med muslimska män.